# Gromadzice (województwo łódzkie)
Gromadzice – wieś w Polsce położona w województwie łódzkim, w powiecie wieluńskim, w gminie Czarnożyły.

## Historia
Miejscowość historycznie należy do ziemi wieluńskiej i pierwotnie związana była z Wielkopolską. Ma metrykę średniowieczną i istnieje co najmniej od XIII wieku. Wymieniona po raz pierwszy w 1294 jako "Gromadzycz" .
Wieś została odnotowana w historycznych dokumentach prawnych i podatkowych. W 1294 książę wielkopolski Przemysł II skonfiskował część Gromadzic należącą do Jana za udział w złupieniu dóbr kościelnych i w ramach rekompensaty nadał ją arcybiskupowi. W 1472 miejscowość leżała w Wielkopolsce, a 1520 należała do parafii Wydrzyn. W 1472 dokumenty odnotowują Jana Stawskiego, który zapisał żonie Katarzynie 120 grzywien na 1,5 Stawu, Stawku, Gromadzić i Łaszowie. W 1498 posiadłość należąca do Alberta Sówki w Gromadzicach otrzymał Stawski .
Według Liber beneficiorum archidiecezji gnieźnieńskiej spisanego przez Jana Łaskiego wieś leżała w parafii Wydrzyn. W 1511 pobierano w miejscowości dziesięcinę z 4,5 łana po 1 wiardunku oraz arcybiskupowi poznańskiemu po mierze żyta i owsa. W 1518 uprawiano 4,5 łana. W 1552 w miejscowości gospodarowało 7 kmieci, a w 1553 było 2,5 łana. Była wsią szlachecką należącą do przedstawicieli rodu Stawskich .
W latach 1975–1998 miejscowość administracyjnie należała do województwa sieradzkiego. Wieś posiada remizę strażacką, kaplicę pod wezwaniem Matki Boskiej Bolesnej. W Gromadzicach funkcjonuje ośrodek pomocy dzieciom upośledzonym. W Specjalnym Ośrodku Szkolno-Wychowawczym znajduje się pracownia rękodzieła artystycznego GromaArt. W pracowni uczniowie zapoznają się z nowoczesnymi technikami prac artystycznych i rzemiosła.